# 42. Szaturnusz-gála
A 42. Szaturnusz-gála a 2015-ös év legjobb filmes és televíziós sci-fi, horror és fantasy alakításait értékelte. A díjátadót 2016. június 22-én tartották a kaliforniai Burbankben, a műsor házigazdája John Barrowman volt. A jelöltek listáját 2016. február 24-én hozták nyílvánosságra.

## Győztesek és jelöltek
Forrás:

### Film
| Legjobb sci-fi-film | Legjobb fantasyfilm |
| --- | --- |
| - Star Wars VII. rész – Az ébredő Erő - Ex Machina - Jurassic World - Mad Max – A harag útja - Mentőexpedíció - Terminátor: Genisys | - Hamupipőke - Adaline varázslatos élete - Báhubali - A kezdet - Libabőr - Az éhezők viadala: A kiválasztott – Befejező rész - Ted 2. |
| Legjobb horrorfilm | Legjobb filmthriller |
| - Bíborhegy - Insidious – Gonosz lélek - Valami követ - Krampusz - A látogatás - Hétköznapi vámpírok | - Kémek hídja - Fekete mise - Az ajándék - Aljas nyolcas - Mr. Holmes - Sicario – A bérgyilkos |
| Legjobb akciófilm vagy kalandfilm | Legjobb nemzetközi film |
| - Halálos iramban 7. - Everest - Mission: Impossible – Titkos nemzet - A visszatérő - Spectre – A Fantom visszatér - A kém | - Turbo Kid - Jó éjt, anyu! - A százéves ember, aki kimászott az ablakon és eltűnt - A hallgatás útvesztője - Legenda - The Wave |
| Legjobb képregény-adaptáció | Legjobb animációs film |
| - A Hangya - Attack on Titan – Part 1 - Bosszúállók: Ultron kora - Kingsman: A titkos szolgálat - Snoopy és Charlie Brown – A Peanuts film | - Agymanók - Anomalisa - Dínó tesó - Kung Fu Panda 3. - Minyonok - Amikor Marnie ott volt |
| Legjobb rendező | Legjobb forgatókönyv |
| - Ridley Scott – Mentőexpedíció - J. J. Abrams – Star Wars VII. rész – Az ébredő Erő - Guillermo del Toro – Bíborhegy - Alex Garland – Ex Machina - George Miller – Mad Max – A harag útja - Peyton Reed – A Hangya - Colin Trevorrow – Jurassic World | - Lawrence Kasdan, J. J. Abrams, Michael Arndt – Star Wars VII. rész – Az ébredő Erő - Guillermo del Toro, Matthew Robbins – Bíborhegy - Alex Garland – Ex Machina - Drew Goddard – Mentőexpedíció - Jane Goldman, Matthew Vaughn – Kingsman: A titkos szolgálat - Rick Jaffa, Amanda Silver, Derek Connolly, Colin Trevorrow – Jurassic World - George Miller, Brendan McCarthy, Nico Lathouris – Mad Max – A harag útja |
| Legjobb férfi főszereplő | Legjobb női főszereplő |
| - Harrison Ford – Star Wars VII. rész – Az ébredő Erő (Han Solo) - John Boyega – Star Wars VII. rész – Az ébredő Erő (Finn) - Matt Damon – Mentőexpedíció (Mark Watney) - Leonardo DiCaprio – A visszatérő (Hugh Glass) - Taron Egerton – Kingsman: A titkos szolgálat (Gary "Töki" Unwin) - Domhnall Gleeson – Ex Machina (Caleb Smith) - Samuel L. Jackson – Aljas nyolcas (Marquis Warren) - Paul Rudd – A Hangya (Scott Lang / Hangya)                                                                                   | - Charlize Theron – Mad Max – A harag útja (Furiosa) - Emily Blunt – Sicario – A bérgyilkos (Kate Macer) - Jessica Chastain – Mentőexpedíció (Melissa Lewis) - Blake Lively – Adaline varázslatos élete (Adaline Bowman) - Daisy Ridley – Star Wars VII. rész – Az ébredő Erő (Rey) - Mia Wasikowska – Bíborhegy (Edith Cushing)                                                                                          |
| Legjobb férfi mellékszereplő | Legjobb női mellékszereplő |
| - Adam Driver – Star Wars VII. rész – Az ébredő Erő (Kylo Ren) - Paul Bettany – Bosszúállók: Ultron kora (J.A.R.V.I.S. / Vízió) - Michael Douglas – A Hangya (Dr. Hank Pym) - Walton Goggins – Aljas nyolcas (Chris Mannix) - Simon Pegg – Mission: Impossible – Titkos nemzet (Benji Dunn) - Michael Shannon – 99 Otthon (Rick Carver) | - Jessica Chastain – Bíborhegy (Lady Lucille Sharpe) - Carrie Fisher – Star Wars VII. rész – Az ébredő Erő (Leia Organa) - Evangeline Lilly – A Hangya (Hope van Dyne) - Lupita Nyong’o – Star Wars VII. rész – Az ébredő Erő (Maz Kanata) - Tamannaah Bhatia – Báhubali - A kezdet (Avanthika) - Alicia Vikander – Ex Machina (Ava)                                                                                      |
| Legjobb fiatal színész | Legjobb filmzene |
| - Ty Simpkins – Jurassic World (Gray Mitchell) - Olivia DeJonge – A látogatás (Becca) - James Freedson-Jackson – Rendőrautó (Travis) - Milo Parker – Mr. Holmes (Roger) - Elias Schwarz, Lukas Schwarz – Jó éjt, anyu! (Elias, Lukas) - Jacob Tremblay – A szoba (Jack Newsome) | - John Williams – Star Wars VII. rész – Az ébredő Erő - Tom Holkenborg – Mad Max – A harag útja - Jóhann Jóhannsson – Sicario – A bérgyilkos - M. M. Keeravani – Báhubali - A kezdet - Ennio Morricone – Aljas nyolcas - Fernando Velázquez – Bíborhegy |
| Legjobb vágás | Legjobb látványtervezés |
| - Star Wars VII. rész – Az ébredő Erő – Maryann Brandon, Mary Jo Markey - A Hangya – Dan Lebental, Colby Parker Jr. - Halálos iramban 7. – Christian Wagner, Dylan Highsmith, Kirk Morri, Leigh Folsom Boyd - Jurassic World – Kevin Stitt - Kingsman: A titkos szolgálat – Eddie Hamilton, Jon Harris - Mad Max – A harag útja – Margaret Sixel | - Bíborhegy – Thomas E. Sanders - Báhubali - A kezdet – Sabu Cyril - Jurassic World – Ed Verreaux - Mad Max – A harag útja – Colin Gibson - Star Wars VII. rész – Az ébredő Erő – Rick Carter, Darren Gilford - Holnapolisz – Scott Chambliss |
| Legjobb jelmez | Legjobb smink |
| - Bosszúállók: Ultron kora – Alexandra Byrne - Báhubali - A kezdet – Rama Rajamouli, Prashanti Tipirneni - Hamupipőke – Sandy Powell - Bíborhegy – Kate Hawley - Kingsman: A titkos szolgálat – Arianne Phillips - Star Wars VII. rész – Az ébredő Erő – Michael Kaplan | - Star Wars VII. rész – Az ébredő Erő – Neal Scanlan - Fekete mise – Joel Harlow, Kenny Niederbaumer - Bíborhegy – David Martí, Montse Ribé, Xavi Bastida - Aljas nyolcas – Greg Nicotero, Howard Berger, Heba Thorisdottir - Mad Max – A harag útja – Damian Martin, Nadine Prigge - Sicario – A bérgyilkos – Donald Mowat                                                                                               |
| Legjobb különleges effektek | Legjobb független film |
| - Star Wars VII. rész – Az ébredő Erő – Roger Guyett, Patrick Tubach, Neal Scanlan, Chris Corbould - Bosszúállók: Ultron kora – Paul Corbould, Christopher Townsend, Ben Snow, Paul Butterworth - Ex Machina – Andrew Whitehurst, Paul Norris, Mark Williams Ardington, Sara Bennett - Jurassic World – John Rosengrant, Michael Lantieri, Tim Alexander - Mad Max – A harag útja – Andrew Jackson, Tom Wood, Dan Oliver, Andy Williams - Mentőexpedíció – Richard Stammers, Anders Langlands, Chris Lawrence, Steven Warner | - A szoba - 99 Otthon - Csontok és skalpok - Rendőrautó - Experimenter - Trumbo |

### Televízió

#### Műsorok
| Legjobb televíziós sci-fi-sorozat | Legjobb televíziós fantasysorozat |
| --- | --- |
| - Continuum (SyFy) - A visszatérők (The CW) - Kolónia (USA Network) - Ki vagy, doki? (BBC America) - A Térség (SyFy) - Wayward Pines (Fox) - X-akták (Fox)                                                   | - Outlander – Az idegen (Starz) - Trónok harca (HBO) - Haven (SyFy) - Jonathan Strange & Mr Norrell (BBC America) - A varázslók (SyFy) - Muppet Show (ABC) - Shannara – A jövő krónikája (MTV)         |
| Legjobb televíziós horrorsorozat | Legjobb televíziós akcióthriller-sorozat |
| - The Walking Dead (AMC) - Amerikai Horror Story: Hotel (FX) - Ash vs Evil Dead (Starz) - Fear the Walking Dead (AMC) - Salem (WGN America) - The Strain – A kór (FX) - Teen Wolf – Farkasbőrben (MTV)       | - Hannibal (NBC) - Bates Motel – Psycho a kezdetektől (A&E) - Rejtjelek (NBC) - Fargo (FX) - Az utolsó remény (TNT) - A titkok könyvtára (TNT) - Mr. Robot (USA Network)                               |
| Legjobb televíziós szuperhős-adaptáció sorozat | Legjobb televíziós websorozat |
| - Flash – A Villám (The CW) - Carter ügynök (ABC) - A S.H.I.E.L.D. ügynökei (ABC) - A zöld íjász (The CW) - Gotham (Fox) - A holnap legendái (The CW) - Supergirl (CBS)                                      | - Daredevil (Netflix) - Harry Bosch – A nyomozó (Amazon) - Sárkányok (Netflix) - Jessica Jones (Netflix) - Az ember a Fellegvárban (Amazon) - Powers (PlayStation Network) - Nyolcadik érzék (Netflix) |
| Legjobb televíziós műsor | |
| - Ki vagy, doki?: River Song férjei (BBC America) - Kannibál a dzsungelből (Animal Planet) - Childhood's End (SyFy) - Sharknado 3. – A végső harapás (SyFy) - Turkey Hollow (Lifetime) - The Wiz Live! (NBC) | |

#### Színészek
| Legjobb televíziós színész | Legjobb televíziós színésznő |
| --- | --- |
| - Bruce Campbell – Ash vs Evil Dead (Starz) (Ash Williams) - Charlie Cox – Daredevil (Netflix) (Matt Murdock / Fenegyerek) - Matt Dillon – Wayward Pines (Fox) (Ethan Burke) - David Duchovny – X-akták (Fox) (Fox Mulder) - Grant Gustin – Flash – A Villám (The CW) (Barry Allen / Flash - Sam Heughan – Outlander - Az idegen (Starz) (James "Jamie" Fraser) - Andrew Lincoln – The Walking Dead (AMC) (Rick Grimes) - Mads Mikkelsen – Hannibal (NBC) (Dr. Hannibal Lecter) | - Caitríona Balfe – Outlander - Az idegen (Starz) (Claire Fraser) - Gillian Anderson – X-akták (Fox) (Dana Scully) - Melissa Benoist – Supergirl (CBS) (Kara Danvers / Supergirl) - Kim Dickens – Fear the Walking Dead (AMC) (Madison Clark) - Rachel Nichols – Continuum (SyFy) (Kiera Cameron) - Krysten Ritter – Jessica Jones (Netflix) (Jessica Jones) - Rebecca Romijn – A titkok könyvtára (TNT) (Eve Baird) |
| Legjobb televíziós férfi mellékszereplő | Legjobb televíziós női mellékszereplő |
| - Richard Armitage – Hannibal (NBC) (Francis Dolarhyde) - Vincent D’Onofrio – Daredevil (Netflix) (Wilson Fisk / Vezér) - Kit Harington – Trónok harca (HBO) (Havas Jon) - Toby Jones – Wayward Pines (Fox) (David Pilcher / Dr. Jenkins) - Erik Knudsen – Continuum (SyFy) (Alec Sadler) - Lance Reddick – Harry Bosch – A nyomozó (Amazon) (Irvin Irving) - David Tennant – Jessica Jones (Netflix) (Kilgrave) - Patrick Wilson – Fargo (FX) (Lou Solverson)                  | - Danai Gurira – The Walking Dead (AMC) (Michonne) - Gillian Anderson – Hannibal (NBC) (Dr. Bedelia Du Maurier) - Tovah Feldshuh – The Walking Dead (AMC) (Deanna Monroe) - Calista Flockhart – Supergirl (CBS) (Cat Grant) - Lena Headey – Trónok harca (HBO) (Cersei Lannister) - Melissa Leo – Wayward Pines (Fox) (Pamela "Pam" Pilcher) - Melissa McBride – The Walking Dead (AMC) (Carol Peletier)             |
| Legjobb televíziós vendégszereplő | Legjobb fiatal színész (televíziós sorozat) |
| - William Shatner – Haven (SyFy) (Croatoan) - Laura Benanti – Supergirl (CBS) (Alura In-Ze / Astra tábornok) - Steven Brand – Teen Wolf – Farkasbőrben (MTV) (Dr. Gabriel ValackÖ) - Victor Garber – Flash – A Villám (The CW) (Dr. Martin Stein) - Scott Glenn – Daredevil (Netflix) (Bot) - Alex Kingston – Ki vagy, doki?: River Song férjei (BBC America) (River Song) - John Carroll Lynch – The Walking Dead (AMC) (Eastman)                                              | - Chandler Riggs – The Walking Dead (AMC) (Carl Grimes) - Max Charles – The Strain – A kór (FX) (Zach Goodweather) - Frank Dillane – Fear the Walking Dead (AMC) (Nick Clark) - Jodelle Ferland – Dark Matter (SyFy) (Five) - Brenock O'Connor – Trónok harca (HBO) (Olly) - Dylan Sprayberry – Teen Wolf – Farkasbőrben (MTV) (Liam Dunbar) - Maisie Williams – Trónok harca (HBO) (Arya Stark)                     |

### Házimozi
| Legjobb DVD vagy Blu-ray | Legjobb klasszikus film DVD vagy Blu-ray |
| --- | --- |
| - Burying the Ex - Big Game – A nagyvad - A cipőbűvölő - Monsters: Sötét kontinens - Kaguya hercegnő története - Farkastotem | - Ne várd a csodát! - Rémálmok háza - Temető fejfák nélkül - Sólyomasszony - The Monster That Challenged the World - Rémtörténetek - X: The Man with the X-ray Eyes                                 |
| Legjobb speciális kiadású DVD vagy Blu-ray | Legjobb televíziós műsor DVD vagy Blu-ray |
| - X-Men: Az eljövendő múlt napjai: A Vadóc változat - Halálos iramban 7. (Extended Edition) - A hobbit: Az öt sereg csatája (Extended Edition) - Félelmetes társaság (Limited Edition) - Vanília égbolt (Alternate Ending) | - X-akták (The Collector's Set) - Fekete vitorlák (2. évad) - Alkonyattól pirkadatig (2. évad) - Hannibal (3. évad) - Elveszve az űrben (A teljes sorozat) - My Favorite Martian (A teljes sorozat) |
| Legjobb DVD vagy Blu-ray gyűjtemény | |
| - A Frank Darabont-gyűjtemény (A remény rabjai, Halálsoron, Mi lenne, ha?) - Horrorklasszikusok: Volume One (A múmia, Dracula feltámadt sírjából, Drakula vérének íze, Frankensteint el kell pusztítani) - Jurassic Park-gyűjtemény (Jurassic Park, Az elveszett világ: Jurassic Park, Jurassic Park III., Jurassic World) - Mad Max-antológia (Mad Max, Mad Max 2., Mad Max 3., Mad Max – A harag útja) - Nikkatsu Diamond Guys: Volume 1 (Voice Without a Shadow, Red Quay, The Rambling Guitarist) - Különleges effektes gyűjtemény (Son of Kong, Joe, az óriásgorilla, Pánik New Yorkban, and Ők!) | |

### Színház
| Legjobb helyi színházi előadás |
| --- |
| - Tarzan (3-D Theatricals) - An Act of God (Ahmanson Theatre) - Bent (The Mark Taper Forum) - Carrie: The Musical (La Mirada Theatre for the Performing Arts) - The Lion King (Segerstrom Center for the Performing Arts) - Side Show (3-D Theatricals) |

### Különdíj
- George Pal Memorial Award: Simon Kinberg
- Életműdíj: Nichelle Nichols
- President's Award: Haven
- Special Recognition Award: Brannon Braga
- Spotlight Award: Better Call Saul
- Dan Curtis Legacy Award: Eric Kripke
- Breakthrough Performance Award: Melissa Benoist - Supergirl

## Fordítás
- Ez a szócikk részben vagy egészben  a(z)   42nd Saturn Awards című angol Wikipédia-szócikk fordításán alapul.  Az eredeti cikk szerkesztőit annak laptörténete sorolja fel. Ez a jelzés csupán a megfogalmazás eredetét és a szerzői jogokat jelzi, nem szolgál a cikkben szereplő információk forrásmegjelöléseként.